# حسين عبد اللطيف
حسين عبد اللطيف هو لاعب كرة قدم مصري في مركز الدفاع، ولد في 17 ديسمبر 1965. لعب مع نادي الألومنيوم ونادي الزمالك.

## وصلات خارجية
- حسين عبد اللطيف على موقع قاعدة بيانات كرة القدم.إي يو (الإنجليزية)
- حسين عبد اللطيف على موقع ناشيونال فوتبول تيمز (الإنجليزية)